# Dansk Rock Leksikon
Dansk Rock Leksikon er et dansk leksikon som blev udgivet 4. oktober 2002 på Politikens Forlag med Torben Bille som redaktør. Første udgave udkom i 1985, og den anden i 1997.
I forhold til udgaven fra 1997, Politikens Dansk Rock 1956-1997, er der fjernet omkring 100 artister, for at give plads til beskrivelser af bagmænd og andre der arbejder i musibranchen. Udgaven fra 2002 indeholder beskrivelser af cirka 500 danske grupper og solister, en liste med de 50 af de vigtigste albums, set fra forfatternes side, en generel omtale af alle rockens genrer, små anekdoter og baggrundsviden, ligesom Politikens koncertfotograf Gorm Valentin har bidraget med mange billeder til opslagsværket.
En anden nyskabelse i forhold i de to foregående versioner, er at redaktionen har karaktergivning af kunstnernes udgivelser, med det tradiotionelle "stjernesystem".

## Skribenter
Journalist og musikchef Torben Bille er bogens redaktør og medforfatter. Derudover havde han samlet otte musikfolk, hvoraf blandt andet BTs Steffen Jungersen også medvirkede ved udgaven fra 1997. I udgaven fra 2002 skrev han cirka 60 opslag, og havde brugt godt 18 måneder på arbejdet.
- Peder Bundgaard (født 1945) - tegner, skribent og fotograf. Skrevet bøger om Gasolin og Dan Turéll
- Ralf Christensen (født 1971) - journalist og radiovært. Blandt andet arbejdet for Dagbladet Information, redaktør og vært på DR P3.
- Uffe Christensen (født 1954) - journalist og musikanmelder på Jyllands-Posten.
- Jesper S. Hansen (født 1963) - pladehandler og rockskribent på Politiken.
- Steffen Jungersen (født 1958) - journalist og musikanmelder på BT.
- Niels Pedersen (født 1965) - journalist og anmelder på Jyllands-Posten.
- Henrik Queitsch (født 1963) - journalist og forfatter, tilknyttet Ekstra Bladet siden 1999.
- Ebbe Rossander (født 1948) - journalist og rockredaktør på Berlingske.